# 明治大学應援團
明治大学応援団（めいじだいがくおうえんだん、英: Meiji University Cheerleading Club）は、明治大学体育会所属の応援団である。東京六大学応援団連盟加盟。

## 概要
1922年（大正11年）発足。国内に幅広く普及し現在に至るまでの応援形式の基礎とされる、紋付袴姿での「三三七拍子」や、肩より上に両手を広げて柏手するリーダーテクニックなどはここから誕生したものであり、同じく初めてブラスバンドや、バトントワラーズ（現在のバトン・チアリーディング部）を導入するなど、先駆的な姿勢により構築されたその応援スタイルは他校に幅広く普及していくこととなった。
現在は、吹奏楽部、バトン・チアリーディング部（JESTERS）、及びその下部組織に当たる応援指導班の3グループによる構成で、約150名のメンバーの8割程度が女性であり、2017年（平成29年）には東京六大学史上初の女性応援団長が、2022年（令和4年）には同じく東京六大学史上初の女性リーダー長が誕生、更にOB会に女性議長が就任するなど、女性リーダー陣が中心となって組織運営が行われている。
2025年のNHK『みんなのうた～ひろがれ!いろとりどり』への、吹奏楽部、バトン・チアリーディング部の出演などを始め、スポーツ応援以外の活動も多いのが特徴である。

## 歴史

### 應援團の誕生
スポーツにおける応援は、1903年（明治36年）、旧制一高（後身は東大駒場など）が横浜外人クラブと横浜外人居留地運動場で行われた野球試合に、当時開通後間も無い汽車に乗り込んで横浜へ行き応援したのに始まるとする説や、1890年（明治23年）春、東京・隅田川で挙行された一高対東京高等商業学校（現・一橋大学）のボートレースにおける応援が始まりとする説などがある。
1921年（大正10年）、第11回エイトランディングボートレース開催の際に応援団が組織され、1922年（大正11年）に「愛と正義を標榜して、学内の推進力になろう」を目的として正式に「明治大学應援團」として発足した。紋付袴姿での「三三七拍子」は、元来は相撲部出身で初代團長となった相馬基が創作した応援形式で、肩より上に両手を広げて柏手するリーダーテクニックも、相撲の不知火型を相馬が取り入れたのが原型とされる。
このように、明治の応援様式は他校の応援にも広く導入されることとなる。設立以来、東京六大学野球や箱根駅伝など学生スポーツの応援の他、関東大震災の際の母校復興運動などの活動を行う。
しかし、その道のりは決して平坦ではなかった。1931年（昭和6年）には八十川ボーク事件の責任を問われて幹部総辞職、学友会からの公認取消の処分を受けた（翌年再公認）。さらに1938年（昭和13年）春の早明戦でも乱闘騒ぎがあり、軍部からも睨まれた応援団は解散し、小牧正道（のちの総長兼学長）の下で応援指導部として再出発する。すでに1933年（昭和8年）頃から専門部生と学部生との間で主導権争いがあり、翌年には和泉の予科応援団が独立するなど、組織の体を成さなくなっていた。
その一方で水原リンゴ事件の際には法政・立教とともに早慶両応援団の調停役を買って出たりもしている。
やがて太平洋戦争の激化で大学の教育活動が中断されたため応援指導部は自然消滅する。

### 戦後の復興

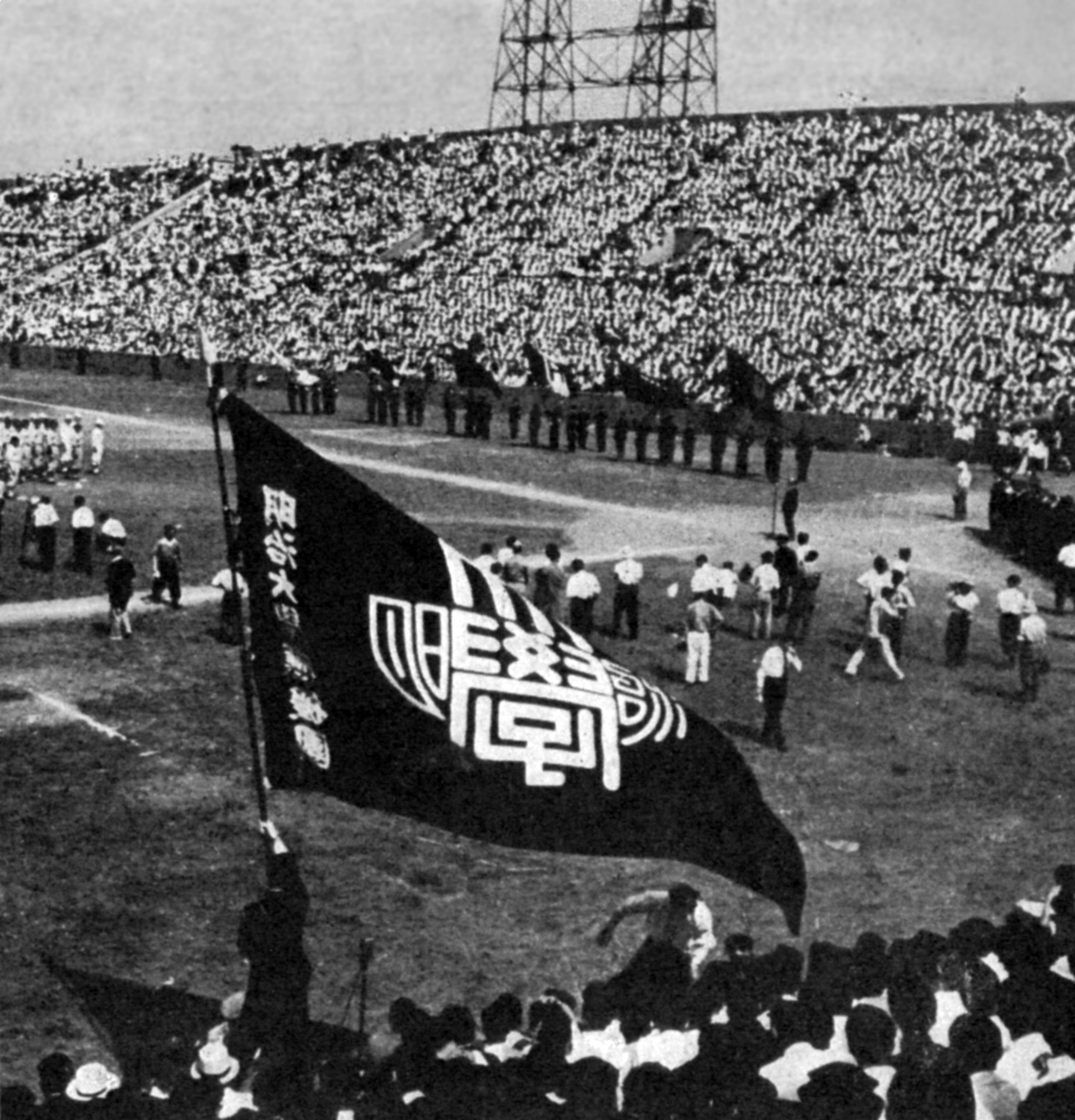
東京六大学野球（1952年春 明治神宮球場）

終戦後の1946年（昭和21年）、敗戦による無気力な雰囲気が漂うなか、学徒動員から復学した八巻恭介の呼びかけで応援団が再建され、5月16日に記念館で結成大会を行った。
1949年には吹奏楽部を設置し、神宮球場での東京六大学野球の応援に国内初めてブラスバンドを導入する。また、「嵐の拍手」と呼ばれる独特の力強い応援形式も作り上げられていく。
その後、不明瞭な会計を巡り、数年間に渡って再び組織が分裂する。
その派閥解消後の1963年、外国の応援形式の研究を経て、六大学で初めてバトントワラーズ（現在のバトン・チアリーディング部）が設立された。こうして、リーダー部、吹奏楽部、バトン・チアリーディング部の3部体制が確立し、伝統のうえに新しい応援テクニックを率先して導入していった。

## 現在の活動状況
2008年1月に、明治大学應援團は吹奏楽部とバトン・チアリーディング部の2部体制となり、更に2011年4月、應援團は体育会に編入され大学の課外教育の一環に組み込まれた。同年12月11日、明治大学應援團創団90周年記念式典にあわせて「第57回 紫紺の集い」が明治大学駿河台キャンパスのアカデミーホールで開かれた。その際、團長より「原点回帰」が誓われるとともに、大学側から旧リーダー部に代わって応援指導班の設置が公認される旨、発表があった。こうして新設された応援指導班は、吹奏楽部とチアリーディング部の下部組織として、2012年4月から活動を開始している。当初は2～3年後には部へと昇格し、2部1班から3部体制への復帰を果たす予定とされた。
2012年1月の新幹部体制発足にあわせ、正規の団体名は明治大学應援團から明治大学応援団へと新字に改められている。英雄的でもなければ、破れ袴に高下駄で大道を武者振り歩いたヒゲの王者でもない時代の応援団として、現体制に至っている。2022年には明治大学アカデミーホールにて、明治大学応援団創団100周年記念祝賀会が開催された。

## 明治大学応援団から発祥した主な応援様式

### 三三七拍子
1924年（大正13年）に初代團長の相馬基が創作した応援形式で、後に全国的に広く普及し、日本の代表的な応援手法として全国各地の学校運動会からプロ野球、高校野球、オリンピック応援などに幅広く使用されている。また、学校行事や一般的な激励、祝勝の席、ビジネスの場における商売繁盛祈念などでの縁起担ぎ的な用法や、更に東京ディズニーリゾートのディズニー・イースターなどアミューズメント施設のアトラクションなどにも使用されるなど、利用シーンは多岐に亘り文化的影響は広範に及ぶ。

### リーダーテクニック
肩より上に両手を広げて柏手するリーダーテクニックは初代團長の相馬基が創作した応援形式であり、現在に至るまで国内各応援団の基本作法として継承されている。元来は相撲部出身の相馬が、相撲の不知火型の奥義から古式ゆかしい美と豪放の精神を基礎とした種々の所作を採り入れたのが原型とされる。

### 嵐の拍手
1949年（昭和24年）創始。「二呼一拍」が基本形となっている。随所に日本の伝統文化、伝統芸能等の様式が採り入れられており、二拍子に入る所作は歌舞伎の「見栄］からとられ、締めの動作「四股」の型は相撲の「不知火型」からとられた型とされる。

### ブラスバンド
1949年（昭和24年）、日本の応援団として初めてブラスバンドを導入。戦後の娯楽の乏しい時代、六大学野球の人気は高く、1946年秋から六大学野球リーグ戦の優勝校に天皇杯が授与されることとなった。旧来のリーダー部の徒手空拳の応援に鳴り物を入れ「学園内の士気の鼓舞とスポーツ応援の為」に1949年に、日本の大学応援団史上初めて吹奏楽部を設置。警視庁音楽隊を指導役に招聘し、同年11月に挙行された明治大学創立70周年記念式典では、明治大学記念館にて昭和天皇の前で「君が代」及び、校歌「白雲なびく」の演奏を行った。

### バトントワラー
1963年（昭和38年）、日本の応援団として初めてバトントワラーを導入。現在のバトン・チアリーディング部に継承されている。土屋炎伽（ミス・ジャパングランプリ、女優・土屋太鳳の姉）、HONOKA（アルバルク東京チアリーダー）などがチアリーダーを務めてきた。

### 「狙いうち」（チャンステーマ）
「狙いうち」という曲名がボールをヒットする事を想起させ、且つ作詞者の阿久悠が明大OBであることなどから、明大応援団が野球試合に於けるチャンステーマとして初めて採用し、以降、プロ野球、高校野球などの各チームの応援団が追随して利用し始め、野球試合の定番の応援テーマとして全国に広く普及することとなった。
作曲者の都倉俊一は文化庁長官就任後のインタビューで、「（同じ作詞作曲コンビが手掛けた「サウスポー」も含めると）地方大会から数えたところ、２８００校のうち両曲をやってなかったのは２０校だけだった」と阿久が明かしたというエピソードを披露している。尚、明大応援団の使用開始後全国に広く普及したため、野球応援の定番テーマとして確立しているイメージがあるが、版権側から応援歌としての利用の公認を得ているのは現在に至るまで最初の明大応援団のみとされ、都倉は「高野連に表彰されてもいいと思ってる」とユーモア交じりにコメントしている。

#### 「ハイパーユニオン」
明治大学応援団で創作されたチャンステーマ。プロ野球では広島東洋カープ、社会人野球ではSUBARU硬式野球部、三菱重工West硬式野球部、JR四国硬式野球部などを中心に使用されている。

#### 「ノックアウトマーチ」
明治大学応援団で創作されたチャンステーマ。主に高校野球などで多くのチームが使用。

#### 「神風」
明治大学応援団で創作されたチャンステーマ。高校野球でも多くの学校が使う人気曲となっている。

## 出陣式
例年、就職活動シーズンの開始時期に内定獲得の士気を高めることを目的として開催され、就活シーズンの幕開けを告げる風物詩として、各種マスメディアに取り上げられていた名物行事である。大学通信の「就職に力を入れている大学ランキング」で15年連続1位にランキングされるなど、「就職の明治」を象徴する恒例行事のひとつであり、アカデミーホールで開催され、明大応援団が就活生にエールを送り出陣の儀を執り行った。

## 校歌・応援歌

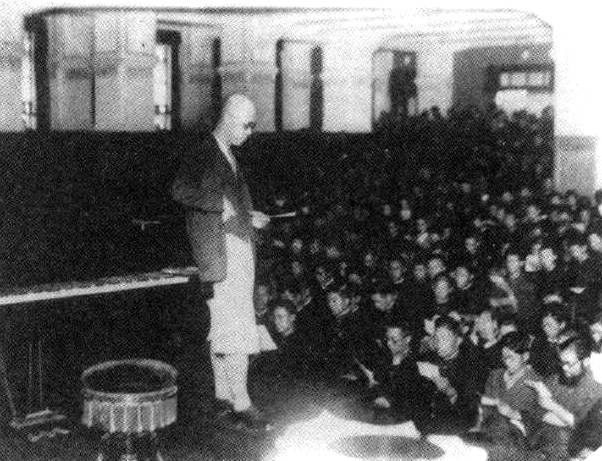
応援歌の指導を行う山田耕筰

- 明治大学校歌 作詞：児玉花外、作曲：山田耕筰
- 第一応援歌「紫紺の歌」作詞：明治大學應援團、作曲：古賀政男
- 第二応援歌「血潮は燃えて」作詞：三田日出男、作曲：警視庁音楽隊
- 第三応援歌「紫紺の旗の下に」作詞：明治大學應援團、補：野村俊夫、作曲：古関裕而
- 第四応援歌「勇者明治」作詞：岩地清、作曲：森田富弥雄
- 学生歌「都に匂う花の雲」作詞：山本修一、補：野村俊夫、作曲：古賀政男
- 「怒涛の進撃」作詞：大野順一、竹岡信幸、編曲：佐伯亮
- 優勝歌「神宮勝歌」[18]

## 出身者
- 相馬基 - 初代応援団長、三三七拍子の考案者、ジャーナリスト（毎日新聞社）
- 武田孟 - 元応援団長、明治大学総長
- 三原朝雄 - 元応援団長、文部大臣、防衛庁長官
- 平井義一 - 元応援団長、衆議院議員、衆議院運輸委員長
- 藤田三郎 - 全国農業協同組合中央会会長
- 永田正 - 元応援団長、明治大学政治経済学部長
- 八巻恭介 - 元応援団長、山梨県議会議長
- 島岡吉郎 - 元応援団長、明治大学硬式野球部監督[6]
- 甘利祐一 - コメダホールディングス社長
- 福岡哲生 - 元応援団長、鶴屋百貨店社長
- 高安真 - 元応援団長、俳優
- 土屋炎伽 - チアリーダー、2019ミス・ジャパングランプリ、土屋太鳳（女優）の姉
- HONOKA - アルバルク東京チアリーダー
- ジュライ - タレント（暖々日和、ワタナベエンターテインメント）
- わたなべオーケストラ - タレント（ふぁのシャープ）

## メディア
- 『東京暮色』（1957、映画）
1957年の小津安二郎の名作で、明大応援団が校歌をフルコーラスで斉唱
- 『出口のない海』（2006、映画）
明大、松竹、朝日新聞社による、明治大学硬式野球部選手を主人公とする映画作品（市川團十郎主演）の先行上演会イベント。監督、出演者らと共に明大応援団が出演（明治大学アカデミーホール）
- 『僕たちは世界を変えることができない。』（2011、映画）
向井理（農学部OB）主演作品のプレミア試写会＆特別授業。向井の他、松坂桃李、柄本佑、窪田正孝らと共に明大応援団が出演（明治大学アカデミーホール）
- 『チコちゃんに叱られる!』（2018、NHK）
「なぜ応援は3・3・7拍子なのか？」というタイトルで「三三七拍子」のルーツとして明大応援団が出演
- 『音量を上げろタコ!なに歌ってんのか全然わかんねぇんだよ!!』（2018、映画）
完成披露舞台挨拶で明大応援団12名が、キャストの阿部サダヲ、吉岡里帆、千葉雄大らと掛け合いを実施（有楽町よみうりホール）
- 『TOKYO2020 "Make the Beat!"』（2020年東京オリンピックの応援プロジェクト）
発表イベントに応援団メンバーがバトン・チアリーディング部OGの土屋炎伽と共に参加（明治大学アカデミーホール）
- 『輝く応援daaaaaan！～「頑張れ！」のために「頑張る人」を応援！～』（2024、テレビ埼玉）
明治及び伝統校の応援団を紹介するシリーズ全編のナレーターをバトン・チアリーディング部OGの土屋炎伽が務める
- 『みんなのうた～ひろがれ!いろとりどり』（2025、NHK）
「ツバメ〜マーチングバンドバージョン」として明大応援団吹奏楽部、バトン・チアリーディング部が全面協力し、リバティタワーを舞台にミドリーズとコラボレーションしたMVを放映（作曲：Ayase、編曲：三浦秀秋、 映像振付：MIKIKO）
※出典：[19]

## 関連事項
- 無形文化財への登録活動

女性メンバー主体の華やかなチアリーディングやブラスバンドが応援団活動の主流となってきている一方で、旧来の学ラン姿に象徴される応援スタイルは全国的に衰退してきており、2016年に各応援団OBが設立した「大学応援団の在り方に関する研究会」によると、昭和の終わりから団員は減少を続け、2000年～2015年には10以上の応援団が休団し、現在は約50の応援団が存続している状況となっている。こうした中、2022年に全国の国公私立大36校の応援団が一致団結し「応援団は我が国固有の存在。文化を守り、継承していく」と宣言し、2021年に新設された国の無形文化財への登録を目指し、文化庁などに働きかけていく方針を打ち出している。
- 六大学野球優勝パレード

東京六大学野球優勝時には、明治大学駿河台キャンパス周辺で祝賀パレードが行われるのが恒例となっており、10台程度のオープンカーに分乗した野球部メンバーや、マーチングバンド等の応援団メンバーなどによる数百名規模の隊列が、リバティータワーを出発後、明大通りを経て、警察による道路封鎖の下、靖国通り（東京都道302号新宿両国線）、本郷通り（東京都市計画道路幹線街路放射第10号線）、白山通り（東京都道301号白山祝田田町線）などの主要幹線道路を含む所定ルートを行進する（ルートは複数パターンあり）。アカデミーコモン帰着後には明治大学アカデミーホールで祝勝会が行われる。
- チアリーディングチーム

明治大学内のチアリーディングチームとしては、上述のバトン・チアリーディング部「JESTERS」以外に、高畑百合子（TBSアナウンサー）などが創部した競技チアリーディングチーム「JAGUARS」や、チアダンスチーム「Blooms」など、チアリーディング文化の中でもジャンルの異なる複数のチームが存在している状況である。また、男子チアリーディングチームとしては、「ANCHORS」などがある。
- ジェット風船

プロ野球などのスポーツ応援において広く普及しているジェット風船は、その起源が1978年5月13日に広島東洋カープのファンが、甲子園球場で行ったものが発祥とされていたり、プロ野球応援の代名詞的なイメージとして定着したのは1985年の阪神タイガース優勝時に甲子園を埋め尽くした阪神ファンが一斉に放ってからなどとされているが、それよりも遥かに時代を遡った1931年の六大学野球明慶戦で、明治大学野球部が慶応大学野球部に勝利を納めた場面で、明大応援団が密かに用意していた「明大大勝」と大書した大風船を空に放ち、更に同時に放った多くの赤い小風船と共に神宮の客席を舞い壮観を呈した様子が、戦勝を祝す応援団の新戦術として白黒写真と共に同年10月2日の東京朝日新聞の紙面で紹介されており、今に至る日本の代表的な野球応援スタイルの原型を一世紀前の明大応援団に見てとることが出来る。
- 不祥事

2007年、理工学部3年の休学中の元団員が実家で自尽したことを受け、大学は所属していた旧リーダー部を廃部解散処分とし、幹部学生などに対しても無期停学などの処分が加えられた。2011年に元団員の両親と大学との間で示談が成立。本件以降、旧リーダー部に代わり吹奏楽部とチアリーディング部の下部組織として応援指導班が設置され、現体制に至っている。
- 校旗返還貸与式

明治大学應援團では2007年の旧リーダー部廃部解散時に団旗はすべて没収されたが、同年秋の六大学野球ではエール交換時に旗礼ができない状況が生じ、これは相手校に対して失礼だとの指摘がなされたため、翌年4月に大学から校旗が貸与された。明治大学ではそれ以来毎年3月末にリバティタワー23階の岸本辰雄ホールで校旗返還貸与式を行い（2020年は新型コロナウイルス感染症拡大のため中止）、過去の不名誉なことを風化させないように努めている。